# ショットキー接合太陽電池
ショットキー接合太陽電池またはショットキー型太陽電池は、ショットキー接合を使用して光から電気に変換する効率を高める太陽電池。

## 概要
ショットキー接合太陽電池の歴史は現在、主流のPN接合を利用する太陽電池よりも古く、セレン光電池として露出計等に使用されてきた実績があるものの、変換効率に低さや有害なセレンの使用等が相まって廃れている。近年では欠点を克服すべく徐々に改良が進みつつある。

## 用途
従来の太陽電池よりも変換効率が低いが製造が比較的容易なので有機薄膜太陽電池への適用等が考えられる。

## 原理
金属と半導体の界面に形成されるショットキー接合に光が照射されると電位差が生じる。

## 特徴
- 構造が単純で製造が比較的容易
- 変換効率が低い

## 応用例

### セレン光電池
セレンと金属板の界面にショットキー接合が形成されることによって発電する。

### 亜酸化銅太陽電池
銅板の表面を酸化することによってショットキー接合が形成され、光を照射すると発電する。